# Futurebae
futurebae (bürgerlich Lina Winter) ist eine deutsche Rapperin aus Berlin.

## Leben
Futurebae stammt aus einem Dorf in Schleswig-Holstein, hat dann lange in Erfurt gelebt und ist schließlich nach Berlin gezogen.
Kontakt zur Musik bekam sie besonders durch ihren Vater, einen leidenschaftlichen Irish-Folk-Musiker. In ihrer Jugend prägten sie Destiny’s Child, No Angels und Atomic Kitten. Die ersten Berührungen mit Rap erlangte sie durch Sabrina Setlur, Freundeskreis und Blumentopf. In jungen Jahren nahm sie Gesangsunterricht. Zunächst war sie sich jedoch unsicher, ob sie wirklich singen und eigene Texte verfassen könne. Durch ihren Umzug lernte sie Musikproduzierende und Menschen aus der Musikbranche kennen, die sie motivierten und ermutigten, an die Öffentlichkeit zu gehen.
Erste Bekanntheit erlangte sie mit dem viralen TikTok-Hit Coca Cabana. Bereits früh veröffentlichte sie gemeinsame Tracks mit Musikern wie Tropikel Ltd, Tom Thaler,  Dissy, Tilmann Jarner und MOAN.
Schon vor ihrem ersten Album trat sie auf zahlreichen Shows und Touren auf – unter anderem mit der Antilopen Gang, Fatoni oder Roy Bianco & den Abbrunzati Boys – und war auch auf Festivals wie dem Splash oder dem Lollapalooza.
2023 veröffentlichte sie BLA (Berlin Love Affair), ihr Debüt-Album über Virgin Records.
Futurebae lässt sich dabei nicht klar einem Genre zuordnen. Nach Pop-Kultur sei ihre Musik eine Mischung aus Electro-Pop, Minimal-Hip-Hop, Dancehall und Rest-NDW. Eigenen Angaben zufolge möchte sie sich nicht auf ein Genre festlegen und bezeichnet ihre Musik selber als "genrefluides Feuerwerk".

## Diskografie

### Alben
- 2023: BLA (berlin love affair)

### Singles & EPs (Auswahl)
- 2020: K.T.U.L.E.S.
- 2021: Karussell Der Liebe
- 2021: Noch Nie (mit Tilmann Jarmer)
- 2021: Puls 1000 (mit Tropikel Ltd)
- 2021: Premium Trash (mit Tom Thaler und Tilmann Jarmer)
- 2021: Homie Buisiness (Live Session)
- 2021: Coca Cabana (mit  Dissythekid und Bauarbeiter der Liebe)
- 2022: Männer lol
- 2022: Willst Du Mit Mir Gehen?
- 2022: Sektfrühstück
- 2022: Eine Neue Nachricht
- 2022: Sektfrühstück
- 2023: Lass Sie Reden
- 2024: Schlaf Dich Hoch
- 2025: echte männer
- 2025: besser allein